# Егоров, Анатолий Михайлович
Анатолий Михайлович Его́ров (1922—1991) — советский архитектор.

## Биография
Родился 30 сентября 1922 года в селе Предгорное (ныне Восточно-Казахстанская область, Казахстан). В 1948 году окончил ХИСИ.
Также в соавторстве проводил застройку Луганска — 1950—1970-е годы, села Городища в Луганской области, планировал клуб в Кадиевке, 1952—1953, застройку центральной площади в Перевальском — 1954—1955

## Награды и премии
- орден «Знак Почёта».
- Государственная премия УССР имени Т. Г. Шевченко (1973) — за монумент «Украина — освободителям» в селе Миловом (Луганская область).